# Toxic Town
Toxic Town ist eine britische Fernsehserie des Drehbuchautors Jack Thorne und Regisseurin Minkie Spiro über die Altlasten von Corby mit Jodie Whittaker und Aimee Lou Wood. Auf Netflix wurde die vierteilige Miniserie am 27. Februar 2025 veröffentlicht.

## Handlung
Susan McIntyre freut sich auf ihr zweites Kind. Bei der Geburt ihres Sohnes Conner wird eine Deformation der Hand festgestellt, unklar ist die Ursache dafür. Tracey Taylor bringt zur selben Zeit im Krankenhaus eine Tochter zur Welt, die von Anfang an schwere gesundheitliche Probleme hat und einige Zeit später stirbt. Ihre Erfahrungen schweißen die beiden Frauen zusammen. 
Die beiden ahnen allerdings nicht, dass die Ursache dieselbe ist und weitere Familien betroffen sind. Sie alle waren durch den Abriss einer Anlage zur Stahlerzeugung toxischen Substanzen ausgesetzt. Der Anwalt Des Collins steht ihnen juristisch zur Seite.

## Besetzung und Synchronisation
Die deutschsprachige Synchronisation übernahm die EVA Studios Germany GmbH. Dialogregie führte Jürgen Wilhelm, das Dialogbuch schrieb Markus Engelhardt.
| Rolle          | Darsteller       | Synchronsprecher     |
| -------------- | ---------------- | -------------------- |
| Susan McIntyre | Jodie Whittaker  | Melanie Hinze        |
| Tracey Taylor  | Aimee Lou Wood   | Lydia Morgenstern    |
| Sam Hagan      | Robert Carlyle   | Rainer Doering       |
| Des Collins    | Rory Kinnear     | Frank Schaff         |
| Roy Thomas     | Brendan Coyle    | Michael Iwannek      |
| Maggie Mahon   | Claudia Jessie   | Maximiliane Häcke    |
| Derek          | Joe Dempsie      | Dennis Herrmann      |
| Peter          | Michael Socha    | Tim Sander           |
| Ted Jenkins    | Stephen McMillan | Sebastian Fitzner    |
| Pattie Walker  | Karla Crome      | Magdalena Helmig     |
| Dani Holliday  | Lauren Lyle      | Lina Rabea Mohr      |
| Pat Miller     | Ben Batt         | Armin Schlagwein     |
| Bill Martin    | Simon Harrison   | Marius Clarén        |
| Len Jenkins    | Simon Armstrong  | Hanns Jörg Krumpholz |
| Mr. McPherson  | Derek Horsham    | Dennis Schmidt-Foß   |
| David Penman   | Phillip Childs   | Hans Bayer           |
| David Wilby QC | Steven Elder     | Frank Röth           |

## Produktion und Hintergrund
Produziert wurde die Serie von Broke and Bones, als Produzenten fungierten Charlie Brooker und Delyth Scudamore.
Dreharbeiten fanden ab September 2023 unter anderem in Liverpool und Greater Manchester statt. Drehorte waren beispielsweise Holmfirth, Sale, Stockport und Bolton.
Die Kamera führte Sergio Delgado, die Musik schrieb Sion Trefor, die Montage verantwortete Benjamin Gerstein. Das Kostümbild gestaltete Cathy Prior und das Szenenbild Steven Grainger.

## Rezeption

### Kritiken
Bei Metacritic erhielt die Serie am 13. März 2025 einen Metascore von 84 von 100 möglichen Punkten, der auf sieben Rezensionen basierte.
Oliver Armknecht vergab auf film-rezensionen.de sechs von zehn Punkten. Die Serie sei inhaltlich und inszenatorisch wenig ambitioniert, halte sich an die ausgetretenen Pfade. Das funktioniere, gehe zu Herzen und sei Anlass für Empörung, aber nicht wirklich etwas Besonderes.
derwatchdog.de meinte, dass die Produktion mit intensiven Performances, packender Inszenierung und einer gelungenen Balance zwischen emotionalem Drama und spannendem Tatsachenbericht fessle.
Jan Werner bewertete die Serie auf filmtoast.de mit 4,5 von 5 Toasts. Auf den Spuren von Chernobyl, Dopesick und Co. sei Toxic Town ein weiterer Beweis dafür, dass die Realität mitunter der spannendsten, weil tragischsten, Stoffe schreibe. Daraus aber auch so gute, immersive und emotional packende Serien zu schöpfen, sei die wahre Kunst, die hier zweifelsohne geschaffen wurde.
kinofans.com (3 von 5 Sterne) dagegen kritisierte die Produktion als gute, wenn auch nie über solides Erzählen hinauskommende Miniserie.
Reinhard Prahl bewertete die Serie auf serienjunkies.de mit 4,5 von 5 Punkten. Diese sei toll erzählt und behandelt sein heftiges Thema mit Fingerspitzengefühl und einem angemessenen Hang zur Dramatik. Die Krimielemente tun der Geschichte sichtlich gut.
Oliver Mark befand auf DerStandard.at, dass die Serie eindrucksvoll dokumentiere, wie schwierig es für die betroffenen Frauen und die Anwälte war, die Korrelation zwischen den Schadstoffen und den Missbildungen nachzuweisen. Neben der eindrucksvollen Geschichte seien es vor allem die hervorragenden Schauspieler, die Toxic Town zu einer sehr sehenswerten Serie machten. Dass für die Dramaturgie manche der Handlungen und Figuren abgewandelt oder erfunden wurden, machten die realen Ereignisse nicht weniger bedrückend.
Die österreichische Programmzeitschrift TV-Media vergab drei von vier Punkten. Die Serie behandele die auf wahren Vorfällen beruhenden Geschehnisse packend und mit Fingerspitzengefühl, Hauptdarstellerin Jodie Whittaker liefere eine Glanzleistung ab. Wer sich die Serie im englischen Originalton ansehen möchte, sollte wahrscheinlich auf Untertitel zurückgreifen.

### Abrufe
Die Serie stieg auf Platz sechs der Netflix-Serien-Charts ein.